# ペンデュラム・ライド

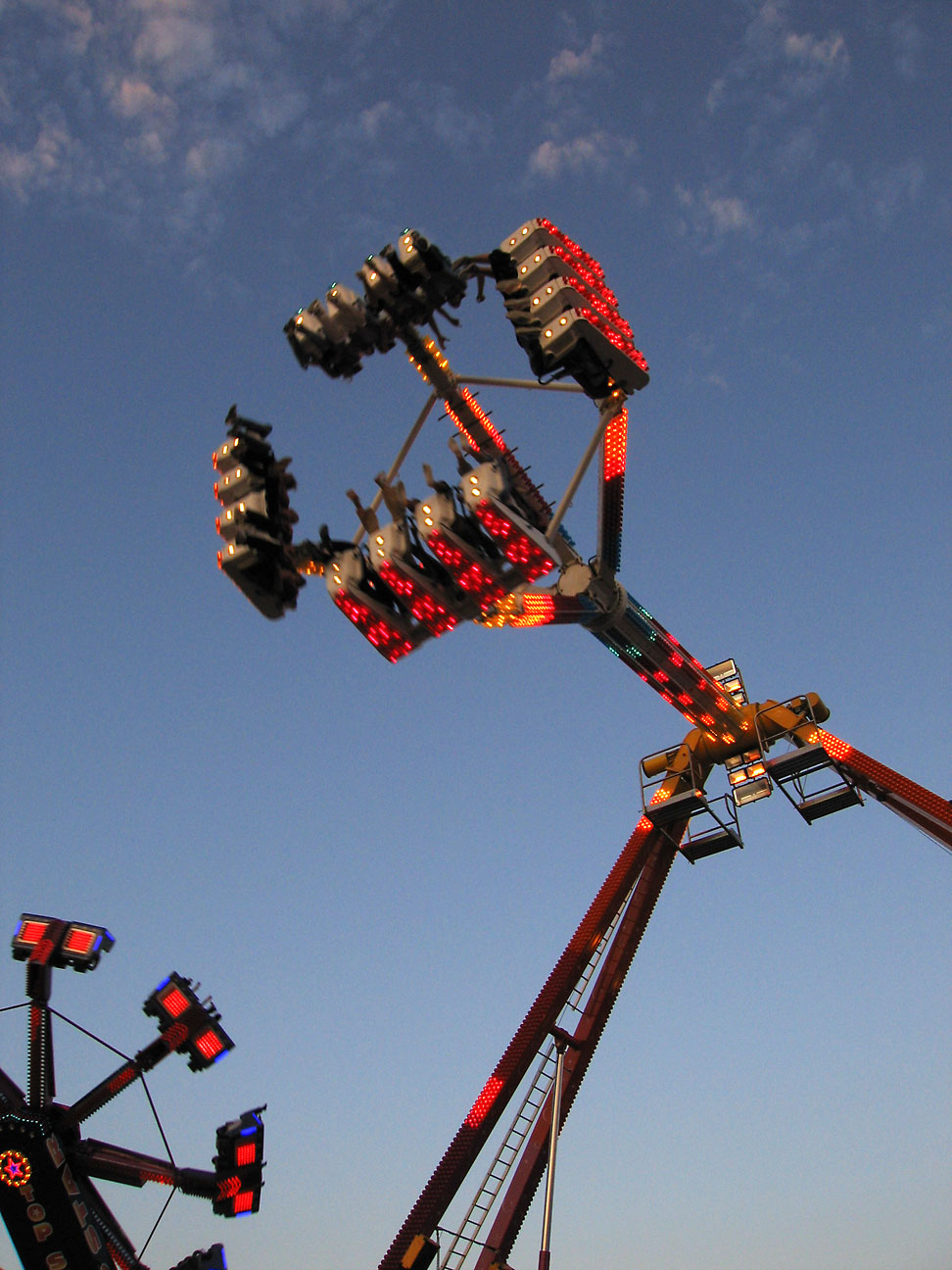
Freak Out（写真右）とSuper Star（写真左）

ペンデュラム・ライド (Pendulum rides) は、固定された支柱にぶら下がった乗り物が振り子（ペンデュラム）式に揺れ動くタイプのアミューズメント・ライド (en) である。日本ではフライング・パイレーツ として知られる、海賊船が振り子の様に揺れる乗り物はペンデュラム・ライドに含まれる。
この乗り物はゴンドラとアームと車軸から構成されている。アームの片側は振り子の支点となる車軸に固定されており、反対側には乗客が乗り込むゴンドラが付いている。いくつかのタイプではアームは支点の車軸を突き抜けてゴンドラと反対側にはカウンターウエイトが付いているものがある。このカウンターウエイトはゴンドラが逆さになる倒立振子の動きをするために用いられる。ゴンドラが前後に揺れる振り子の動きに加えて、ゴンドラがアームを支点に回転したり、車軸の支点を中心に一回転したりするバージョンもある。ペンデュラム・ライドの駆動方式は２パターンある。一つは直流電動機を連続して配置し車軸を動かす方法で、もう一つが車輪がゴンドラを押す方式である。

## 一覧
ペンデュラム・ライドに分類される乗り物の一覧：
- en:Ali Baba (ride)
- en:Booster (Fabbri ride)
- en:Frisbee (ride)
- en:Kamikaze (ride)
- en:Looping Starship
- バイキング (アトラクション)
- en:Ranger (ride)
- en:Screamin' Swing
- en:Speed (ride)
- en:Swing boat
- en:Topple Tower